# Маньковская, Алеся Адольфовна
Але́ся Адо́льфовна Манько́вская (род. 30 мая 1974, Минск, БССР, СССР) — белорусская певица и актриса, композитор.

## Биография

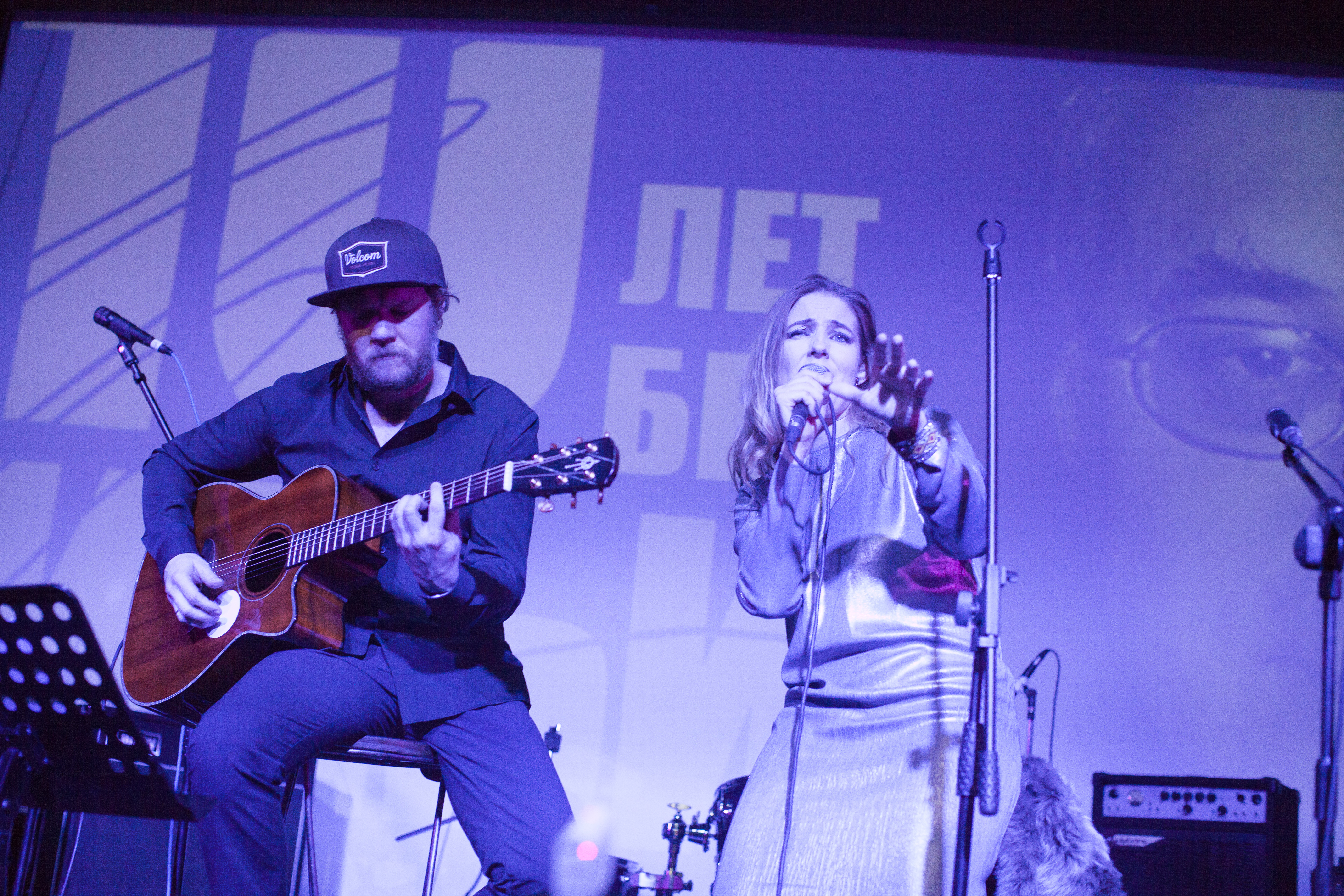
На концерте памяти Ильи Кормильцева, 2017

Окончила спецшколу при Белорусской государственной консерватории им. А. В. Луначарского (ныне Белорусская композиторская школа при Белорусской государственной академии музыки) по классу хорового дирижирования. В 1997 году окончила Российскую академию театрального искусства (мастерская Александра Борисовича Тителя) по специальности «Актриса музыкального театра».
Дебютировала в оперном спектакле Московского музыкального театра имени Станиславского и Немировича-Данченко «Свадьба Фигаро» в роли Марселины. Последняя сценическая работа — главная женская роль (Лорейн) в мюзикле «Дракула».
Автор музыки к спектаклю «Камино Реаль» по пьесе Теннесси Уильямса (режиссёр Андрей Россинский), а также к сериалу «Тайный знак» (режиссёры: Борис Дуров, Нурбек Эген, Борис Григорьев).

## Семья
- Первый муж — Илья Кормильцев, поэт, переводчик.
- Второй муж — Хосе Гандия, музыкант, актёр.
- Сестра — Елена Маньковская.

## Работа в театре

### Театральное агентство «Арт-Партнер XXI»
- «Свободная пара» (режиссёр Борис Мильграм)

### Театральный центр «На Страстном»
- «Сон в летнюю ночь»

### Московский театр «Et Cetera»
- «Люсьет Готье, или Стреляй сразу!» (режиссёр Александр Морфов)

### Московский театр музыки и драмы п/р Стаса Намина
- «Волосы» (режиссёр Андрей Россинский)
- «Маленькие трагедии» (режиссёры: Андрей Россинский, Стас Намин)
- «Пир во время чумы» (режиссёры: Андрей Россинский, Стас Намин)
- «Дон Гуан» (режиссёры: Андрей Россинский, Стас Намин)
- «Камино Реаль» (режиссёр Андрей Россинский)

### Театр «ГИТИС»
- «Опера шоу» (режиссёр Александр Титель)
- «Дитя и волшебство» (режиссёр Михаил Кисляров)
- Мюзикл «Годспелл»
- Детская сказка «Как хотели съесть королевну Булочку»

### Санкт-Петербургский театр имени В. Ф. Комиссаржевской
- Сценическая версия по пьесе Б. Брехта «Ваал» (режиссёр А. Морфов), А. Маньковская — музыкальный руководитель проекта и автор песни «Камера пыток» (премьера состоялась 14 марта 2005 года).

### Московский музыкальный театр имени Станиславского и Немировича-Данченко
- «Свадьба Фигаро» (режиссёры: Александр Титель, Игорь Ясулович) — Марселина

### МХТ им. А. П. Чехова
- «Преступление и наказание» (режиссёр Е. Невежина)

### Театр-студия под руководством Олега Табакова
- «Бег» (режиссёр Е. Невежина)

## Фильмография
| Год  |   | Название    | Роль          |
| ---- | - | ----------- | ------------- |
| 2002 | ф | Тайный знак | Учитель химии |
| 2021 | ф | Ровесники   | Наташа        |